# Côtes de Gascogne

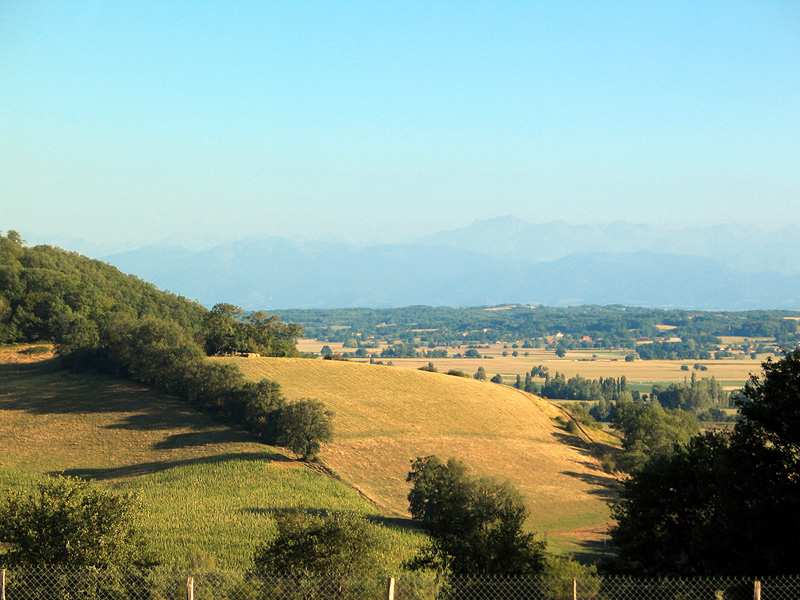
Zomer in de Gers. Op de achtergrond de Pyreneeën.

De Côtes de Gascogne is een wijnbouwgebied in Gascogne, gelegen in het zuidwesten van Frankrijk, in het Frans de Sud-Ouest genoemd. Het produceert vooral witte landwijn en ligt hoofdzakelijk in het departement Gers, onderdeel van het Franse regio Occitanie. De classificatie Côtes de Gascogne betreft een Vin de Pays geproduceerd in de Armagnacstreek.
Bij decreet van 13 september 1968 werd er onderscheid gemaakt tussen Vin de Pays en de eenvoudigere tafelwijn, de zogenaamde Vin de table. De benoeming van het productiegebied, Appellation d'Origine Contrôlée, Côtes de Gascogne verplicht de producenten tot het respecteren van de strenge regels en productienormen, die bij decreet van 25 januari 1982 werden vastgesteld en afgekondigd.

## Vereniging van producenten
Het Syndicat des Producteurs de Vins de Pays Côtes de Gascogne werd op 15 maart 1979 opgericht, het beschermt de belangen van de leden, stelt de productienormen vast en controleert deze. De vereniging telt op dit ogenblik ongeveer 1.400 wijnboeren. Van hen zijn 1.300 lid van coöperatieve kelders, de zogenaamde ’’caves coopératives’’. Verder zijn er 150 zelfstandig werkende wijnboeren, die hun wijn zelf produceren.

## Productie
Met een toegestaan productiekwantum van 830.000 hectoliters per jaar, is de Gers in Frankrijk de grootste producent van witte ’’Vin de Pays’’, met een productiepotentieel van meer dan 100 miljoen flessen per jaar, waarvan 75% bestemd is voor export.
In de Gers bestaat 91% van het productievolume uit witte wijn, 8% is rood en 1% bestaat uit rosé. Dit is voor de zuidwesthoek van Frankrijk zeer atypisch, want voor de rest wordt er voornamelijk rode wijn geproduceerd.

## Regels voor wijn
Alleen rode, rosé en witte wijn.
Alleen wijnen uit het gedefinieerde gebied.
De cépages, wijnvoeten met druivensoorten voor rode en roséwijn zijn:
- Abouriou
- Cabernet franc
- Cabernet sauvignon
- Duras
- Fer
- Malbec
- Merlot
- Négrette
- Portugias bleu
- Tannat

De cépages, wijnvoeten met druivensoorten voor witte wijn zijn:
- Colombard
- Gros-Manseng.
- Jurançon
- Len de l'El
- Muscadelle
- Sauvignon blanc
- Sémillon

## Productiegebied
De streek is onderverdeeld in
- Armagnac-Ténarèze
- Bas-Armagnac
- Haut-Armagnac

en ligt verspreid over drie departementen Gers, Landes en Lot-et-Garonne.
Alleen de in dit gebied geoogste druiven mogen worden gedistilleerd tot Armagnac of verwerkt tot witte, rode of rosé landwijn Vin de Pays met de AOC Côtes de Gascogne of tot Floc de Gascogne.
Het gebied valt dus samen met het productiegebied van Armagnac.
De gehele AOC bestaat uit wijngaarden met een gezamenlijke omvang van 15.000 hectare.
Het productiegebied ligt grotendeels in het departement Gers waar bijna twee derde van de wijnaanplant, zijnde 11.700 hectare, gebruikt wordt voor de productie van Côtes de Gascogne en Armagnac.
In de Gers liggen de volgende kantons in het productiegebied: Aignan, Auch, Cazaubon, Condom, Fleurance, Jegun, Lectoure, Montesquiou, Montréal, Nogaro, Plaisance, Riscle, Valence-sur-Baïse, Vic-Fezensac.
Pas in 2005 werd de AOC uitgebreid met de Armagnacwijngaarden in de Bas-Armagnac en Armagnac-Ténarèze.
Vijfentwintig Bas-Armagnac gemeenten die in het departement Landes liggen en de veertien Armagnac-Ténarèze gemeenten die in Lot-et-Garonne liggen.

## Grond
Alluviale bodem met klei en zand.

## Klimaat
Over de Landes heen heeft de Atlantische oceaan er nog invloed, verder is de lente er vrij nat en is het zonnig in de rest van het jaar.